# Longitud elèctrica
La longitud elèctrica Λ (també anomenada dimensió elèctrica) d'un circuit és una mesura de la capacitat del circuit de radiar o de rebre ones electromagnètiques caracteritzada per una longitud d'ona λ (i una freqüència f):
{\displaystyle \Lambda ={\frac {L}{\lambda }}=f{\frac {L}{c_{0}}}}
on L és la dimensió màxima del circuit considerat (per exemple el circuit més llarg que l'ona electromagnètica considerada ha de recórrer).
Si Λ és molt petita (per regla general, menor de 0,1) aleshores el circuit s'anomena elèctricament petit, no irradia i no és susceptible a radiacions electromagnètiques de longitud d'ona semblants a λ.
Si Λ no és negligible però segueix sent menor d'1, es pot utilitzar en l'anàlisi del circuit l'aproximació de línia de transmissió de paràmetres concentrats.
Si Λ és aproximadament 1 o més gran aleshores en l'anàlisi del circuit és necessari seguir la teoria de les línies de transmissió de paràmetres distribuïts.
En cada cas, la longitud elèctric d'un circuit serveix com a simple indicació; per obtenir resultats més acurats és necessari fer ús de les equacions de Maxwell.